# 北部發電廠
北部發電廠，又稱北部火力發電廠，舊稱北部發電所或北部火力發電所（簡稱為北火電廠），是台灣電力公司一座已經停用的火力發電廠，位於基隆市中正區八斗子，是台灣第一座由填海造陸所建成之火力發電廠。現址為國立海洋科技博物館。

## 沿革
- 1937年：台灣電力株式會社為建造北部火力發電所，成立「北部火力建設所」，並任命高原量四郎為所長，負責監督發電所之建設。[2]完工時是台灣發電量最大的火力發電廠。[4]
- 1953年：擴建並增建廠房。在美國J. G. White顧問公司多方籌畫協助下，資金方面採自籌外匯、美援外匯、美國西屋公司貸款、相對基金與自籌資金方式，由美國西屋公司提供電廠設計技術，廠房施工由國人擔任。[2]
- 1965年：「北部火力發電所」更名為「北部火力發電廠」。[5]
- 1981年：除役。[2]
- 1997年：基隆市政府向台電租用北火電廠廠址後，撥交教育部供興建國立海洋科技博物館使用[2]，並以北火電廠原有之廠房改造為館舍。2004年，北部火力發電廠成为基隆市历史建筑[6]。

## 設施
北部火力發電廠原係利用台灣本島與八斗子島間之水道，經人工填海造陸後構築而成，是當時台灣最新且最大型的火力發電廠，也是第一座填海造陸所構築之火力發電廠、第一座海水冷卻之火力發電廠，1945年後第二期工程則係自行施工完成之高溫高壓火力發電廠。電廠取水口設於東方長潭里漁港出口處，排水口則位於八斗子漁港出口處。除此之外，火力電廠並附設有一座儲煤場。北火電廠的主發電機容量為三萬五千瓩（35MW），廠內用發電機容量為三千瓩。擴建發電廠時則採用美國西屋公司生產、二萬瓩之汽輪發電機兩座，並搭配美國C.E.公司（燃燒工程公司）VU-50K型自然循環粉煤鍋爐兩座。火力電廠建築為樓高六層、佔地四千坪之鋼筋混凝土造廠房，建築外觀整體並沒有太多裝飾，建築內部為了容納發電機組，搭配巨型的鋼製構架，充滿大尺度的空間規劃，呈現出了產業建築獨有的粗獷性格。

## 外部連結
- 國立海洋科技博物館（页面存档备份，存于）
- 追尋北部火力發電所 - 北投埔林炳炎（页面存档备份，存于）